# Xã Ladore, Quận Neosho, Kansas
Xã Ladore (tiếng Anh: Ladore Township) là một xã thuộc quận Neosho, tiểu bang Kansas, Hoa Kỳ. Năm 2010, dân số của xã này là 371 người.